# 武光國家公園
18°17′30″N 105°24′30″E / 18.29167°N 105.40833°E
霧光國家公園，一译武光國家公園，是位于越南北中部河靜省的一座國家公園，成立於2002年，面積550平方公里，有中南大羚、越南大麂、旋角牛等野生動物棲息。还有武光山茶、河静山茶等越南特有种植物。